# Dorylus mayri
Dorylus mayri é uma espécie de formiga do gênero Dorylus.